# Acrolophidae
Acrolophidae es una familia de insectos del orden Lepidoptera. Contiene unas 300 especies que viven en el Nuevo Mundo. Está relacionada con la familia Tineidae.

## Géneros
- Acrolophus
- Amydria
- Chalipecten
- Drastea
- Exoncotis
- Ptilopsaltis